# Museu del Transvaal
El Museu del Transvaal és un museu d'història natural situat a la ciutat de Pretòria, Sud-àfrica. Va ser fundat com a Staatsmuseum (Afrikaans per a "Museu de l'Estat") de la República Sud-africana l'1 de desembre de 1892. La seva creació va ser atribuïda al secretari d'Estat de la República del Transvaal, Willem Johannes Leyds (1859-1940). Entre els seus objectius es trobaven aconseguir col·leccions representatives de les poblacions autòctones, reunir espècimens d'animals, plantes, fòssil és, minerals, així com elements relacionats amb la història de la colonització europea, en particular dels bóers i dels Voortrekker.
El Museu del Transavaal alberga grans col·leccions de fòssils del Pliocè (incloent homínids de Sterkfontein, Swartkrans i Kromdraai a l'inici de la Humanitat), així com teràpsidss del període Permià (rèptils amb semblant als mamífers originaris de Karoo). A més, el museu conserva grans col·leccions de mamífers, aus, rèptils i invertebrats (especialment Lepidoptera i Coleoptera).

## Història
En augmentar sense parar les seves col·leccions, especialment gràcies a les donacions, el museu va necessitar en 1893 un espai més gran. A l'abril de 1897, Jan Willem Bowdewyn Gunning (1860-1913) va esdevenir el primer director del museu. Per mitjà de les seves relacions amb els altres museus de Sud-àfrica, el museu de Transvaal va enriquir ràpidament les seves col·leccions de zoologia i va establir vincles amb altres institucions a Europa. El gener de 1898, es va inaugurar un jardí zoològic, encara que només amb alguns animals. Es va començar a construir un nou edifici en 1899, però la seva edificació va ser interrompuda per les Guerres dels Bóers, per això, no va ser fins a 1912 que el museu es va instal·lar en el seu nou edifici.
En 1964, el museu va ser escindit en dues institucions: una consagrada a la història natural i l'altra a l'etnologia ia la història. L'1 d'abril de 1999, el Museu del Transvaal es va fusionar amb el Museu d'Història natural cultural de Pretòria i el Museu nacional sud-africà d'història militar (situat a Johannesburg) per formar una nova institució: la Northern Flagship Institution. Aquesta institució és manejada per un oficial executiu i una junta que va reemplaçar les tres juntes separats dels museus antecessors. L'actual director del Museu del Transavall és el doctor Francis Thackeray.